# Torresitrachia regula
Torresitrachia regula är en snäckart som beskrevs av Alan Solem 1979. Torresitrachia regula ingår i släktet Torresitrachia och familjen Camaenidae. Inga underarter finns listade i Catalogue of Life.